# Frederick Norton Finney
Frederick Norton Finney, auch F. N. Finney, (geboren am 7. März 1832 in Boston; gestorben 18. März 1916 in San Francisco) war ein amerikanischer Eisenbahningenieur und -manager. Er war Präsident der Minneapolis, St. Paul and Sault Ste. Marie Railway und der Missouri, Kansas and Texas Railroad.

## Leben
Frederick Finney wurde als jüngster Sohn des Erweckungspredigers und Rektor des Oberlin College Charles Grandison Finney geboren. Er war das zweite Kind aus der Ehe mit Lydia R. Andrews.
Er besuchte das Oberlin College und erhielt 1857 die Zulassung als Anwalt und praktizierte drei Jahre in Oshkosh (Wisconsin). Während dieser Zeit war er auch als Ingenieur für die Winnebago Railway tätig. Im Juni 1859 wechselte er als Ingenieur zur Chicago and Northwestern Railway, bei der er bis August 1861 blieb. Danach arbeitete er als Ingenieur für die Stadt Toledo und anschließend von März bis September 1864 für die Union Pacific Railroad. Danach war er von September 1864 bis Juli 1867 als Ingenieur und Abteilungsleiter bei der Lake Shore and Michigan Southern Railway beschäftigt. Von August 1867 bis Juni 1870 war er Ingenieur bei der Erie and Pittsburg Railway. Danach war er bis Oktober 1873 als leitender Ingenieur und General Superintendent für die Trassierung und dem Bau der Canada Southern Railway zuständig. Von April 1875 bis Juli 1878 war er in der gleichen Funktion bei der Toledo, Peoria and Warsaw Railroad tätig.
Ab Juli 1878 arbeitete Finney bis zum Oktober 1887 für die Wisconsin Central Railroad, zuletzt als General Manager. Während dieser Zeit gründete er das Tochterunternehmen Colby and Finney Construction Co. zum Bau der Bahnstrecke von Abbotsford nach Chippewa Falls und St. Paul sowie die Wisconsin Union Trust Co. Anschließend reiste er für ein Jahr durch Europa, danach wurde er mit verschiedenen leitenden Positionen bei Bahngesellschaften in Verbindung gebracht. Auch später unternahm er fast jährlich Reisen durch Europa, Asien und Ägypten. Ab dem 4. Juni 1890 war er als Nachfolger von Thomas Lowry Präsident der Minneapolis, St. Paul and Sault Ste. Marie Railway. Da er weiterhin in Milwaukee wohnte und andere wirtschaftliche und privaten Aktivitäten ihn in Beschlag nahmen, beendete er nach einem Jahr am 22. Juli 1891 diese Tätigkeit wieder und Thomas Lowry wurde sein Nachfolger. Finney war anschließend Präsident der Wisconsin Trust Company.
Ab Dezember 1894 arbeitete Frederick Finney für die Missouri, Kansas and Texas Railroad als leitender Ingenieur und saß im Leitungsgremium des Konzerns. Während dieser Zeit war er für die Bau der Strecken der Missouri, Kansas and Eastern Railroad, Missouri, Kansas and Northwestern Railroad, Missouri, Kansas and Oklahoma Railroad und weiterer Tochterunternehmen zuständig, einigen Fällen hatte er dabei die Funktion des Präsidenten inne. Ab 1. Oktober 1904 bis 30. November 1906 war er als Nachfolger von Henry C. Rouse Präsident der Missouri, Kansas and Texas Railroad. Ursprünglich war vorgesehen, dass er nur für die Zeit von Rouses Weltreise die Präsidentschaft innehat, dieser starb jedoch im April 1906. Sein Nachfolger wurde Adrian H. Joline.
1907 ging er in den Ruhestand und lebte in Pasadena, Kalifornien. Kurz vor seinem Tod unternahm er eine Reise nach Hawaii und besichtigte einen Vulkankrater. Von den Strapazen erholte er sich nicht.
Finney war seit 1883 Treuhänder des Oberlin College und finanzierte die 1908 eröffnete Finney Chapel im Gedenken an seinen Vater. Außerdem beteiligte er sich 1915 an der Finanzierung der Orgel im Oberlin College.
Im Dezember 1863 heiratete er Williana Wallace Clark (1841–1899). Das Paar hatte zwei Töchter und zwei Söhne.